# Åsums kyrka, Fyn

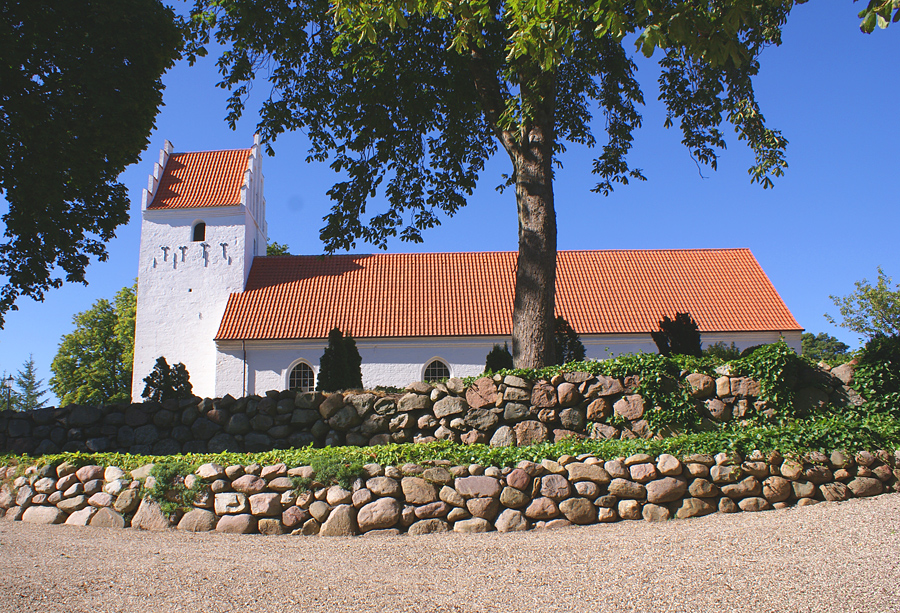
Åsums kyrka från söder.

Åsums kyrka (danska: Åsum Kirke) är en kyrka i Odense kommun. Kyrkan ligger mitt i den lilla landsbyn Åsum nära Odense Å.

## Galleri

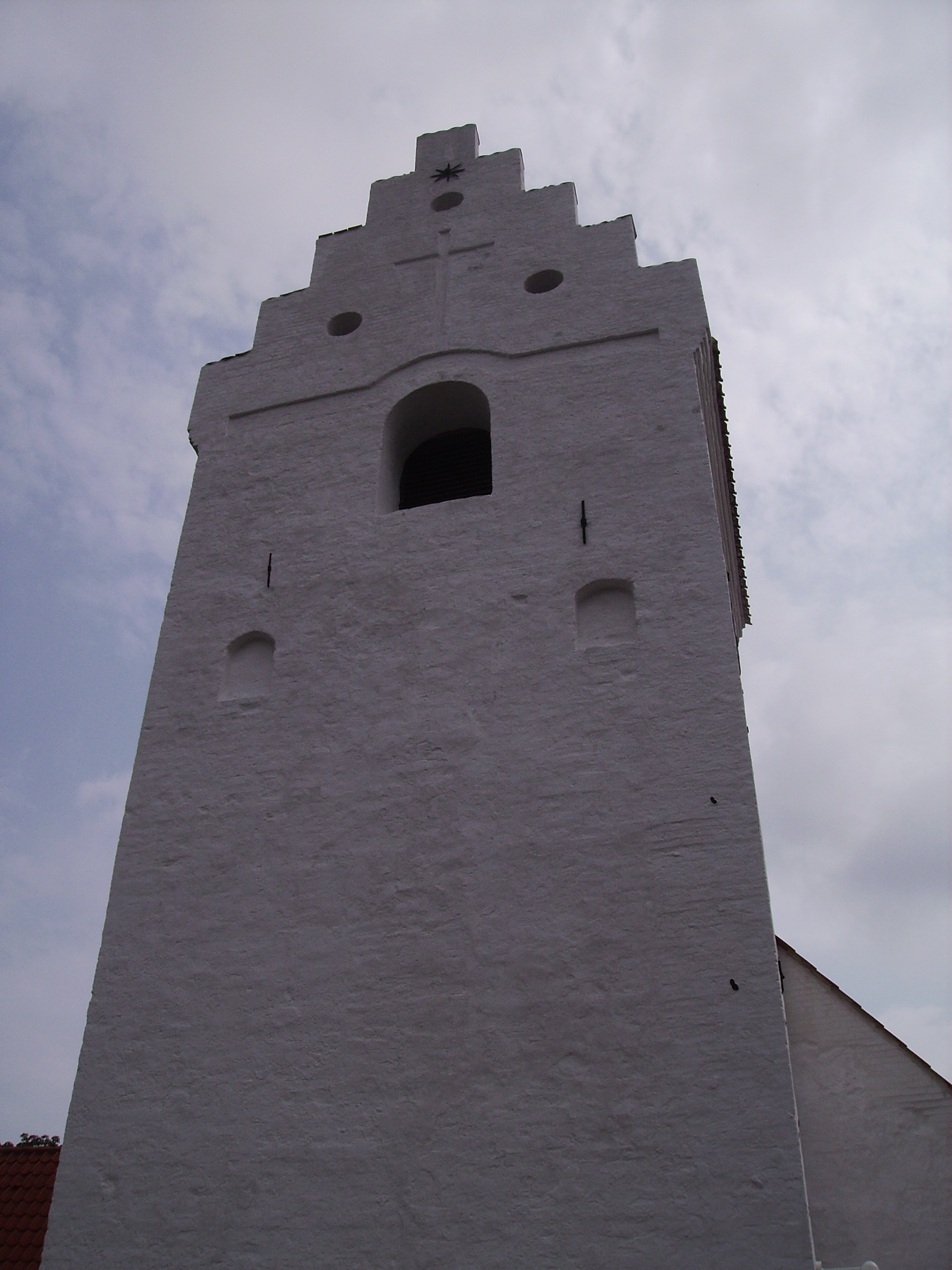
Åsums kyrkas torn.
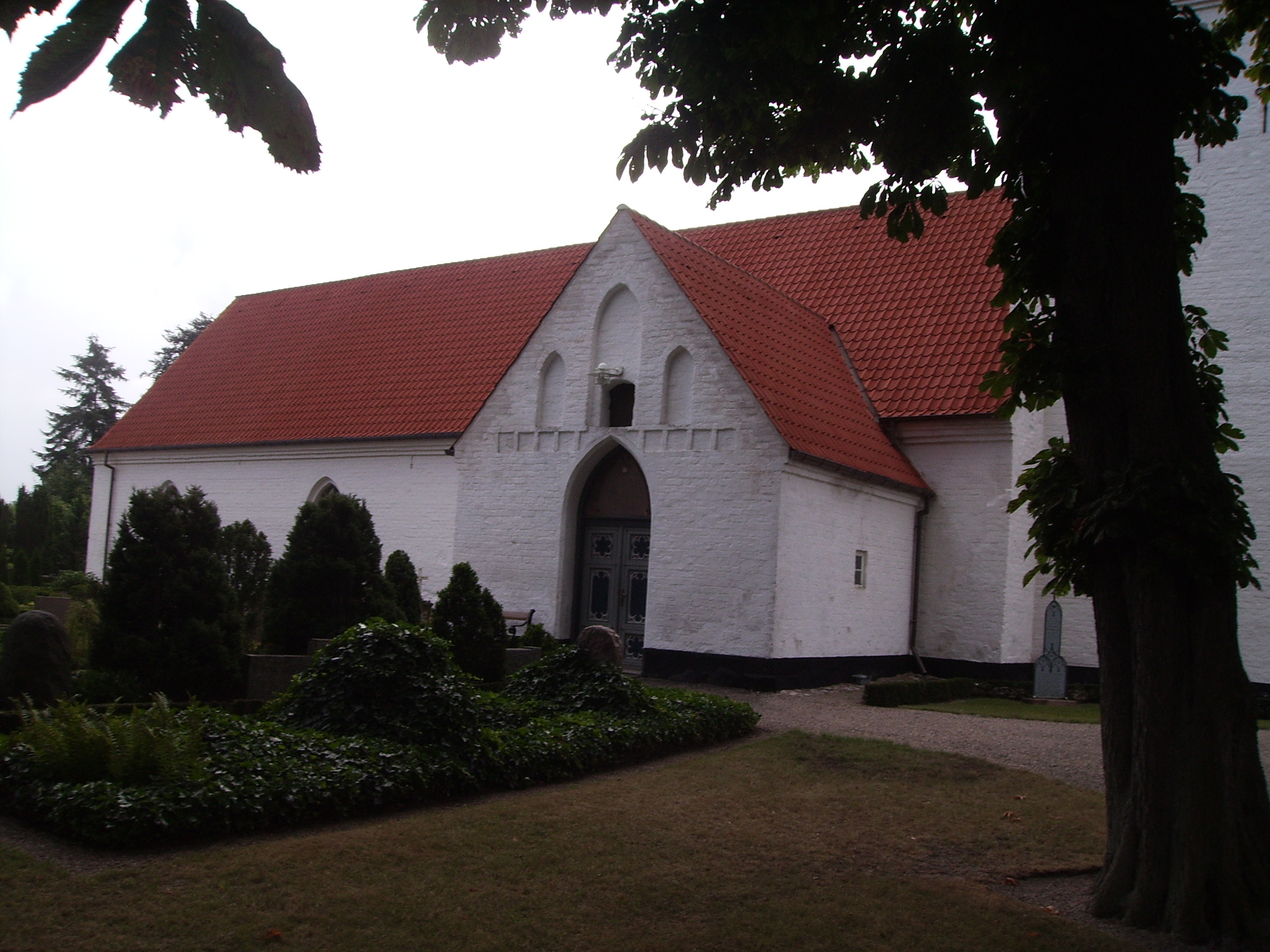
Åsums kyrka från norr.
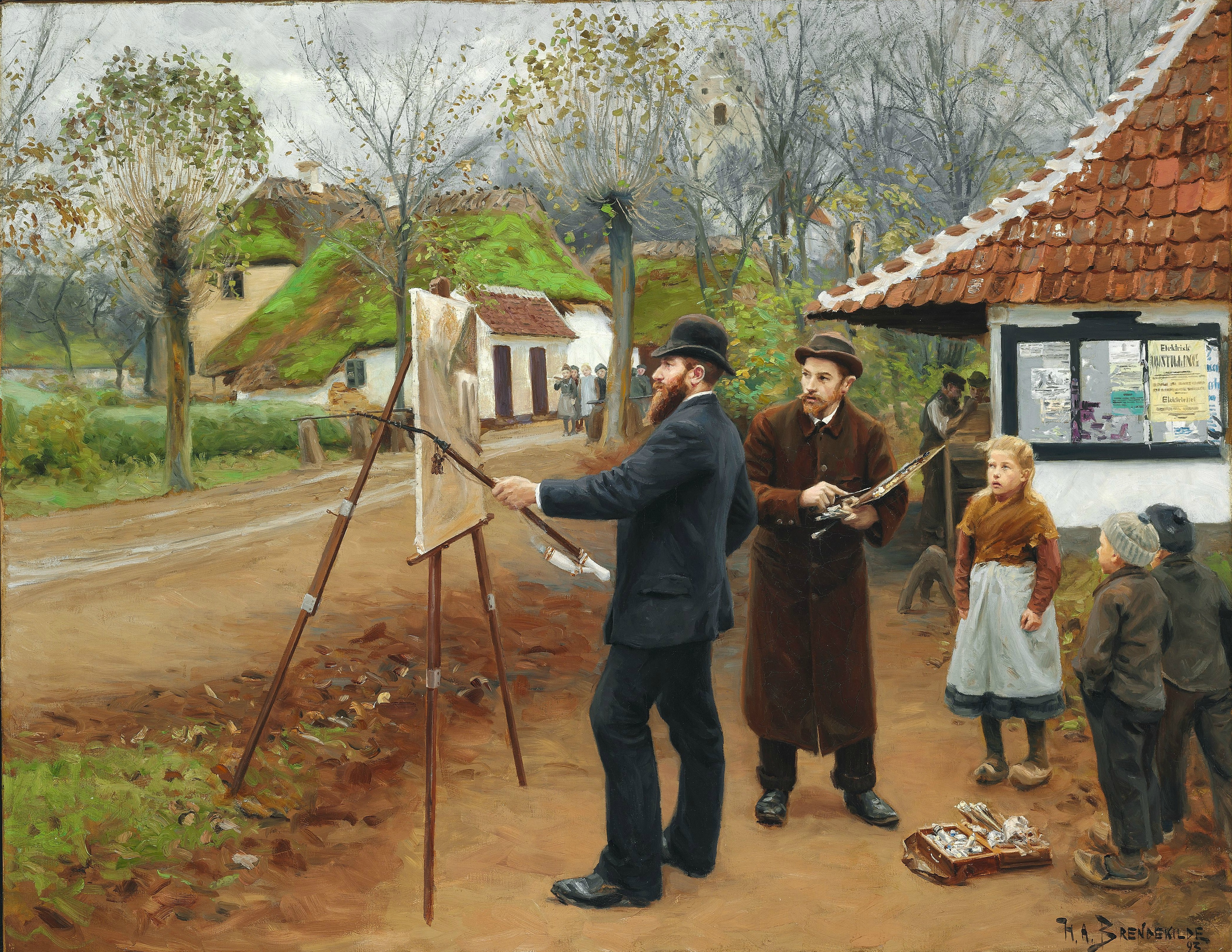
Målning av H.A. Brendekilde, L.A. Ring målar vid Åsums smedja från 1893 - Åsums kyrka ses i bakgrunden.